# 瓦尔特·蒙蒂略
瓦尔特·达米安·蒙蒂略（西班牙語：Walter Damián Montillo，1984年4月14日—）是一名阿根廷足球运动员，司职进攻中场，现效力于巴西甲組足球聯賽球队保地花高。

## 俱乐部生涯
2002年，蒙蒂略进入阿根廷球队圣洛伦索一线队，开始职业足球生涯。2006年，他被租借到墨西哥足球甲级联赛球队莫雷利亚君主，担任球队主力前腰。但在2007年回归圣洛伦索后，他并不能在队中获得足够的出场时间，只在联赛中出场6次。2008年，他以100万美元的身价加盟智利球队智利大学，并和球队签约5年。虽然蒙蒂略在加盟球队初期的表现并不能让人满意，但他逐渐展现出自己的能力，成为球队重要的球员，并由于在2010年南美解放者杯的精彩表现而获得巴西球队瓦斯科达伽马和弗拉门戈等的注意。 虽然智利大学拒绝弗拉门戈的报价并和蒙蒂略续约至2014年，他还是在2010年7月2日以350万美元的价格转会到克鲁塞罗。
2010年8月15日，蒙蒂略在克鲁塞罗2比2战平圣保罗的比赛出场，上演巴甲联赛首秀，并在比赛第83分钟助攻一球。 蒙蒂略在巴甲的第一个赛季出场23次，射进7球，这已经超越他在圣洛伦索六个赛季的总进球数。他帮助克鲁塞罗获得联赛第二名，并入选该赛季巴西足球协会和巴西足球杂志Placar评选出的巴甲联赛最佳阵容。 此外他还被Placar提名巴甲最佳球员的称号，但最终输给冠军球队弗鲁米嫩塞的核心达里奥·孔卡。2011赛季，虽然克鲁塞罗的成绩一般，但蒙蒂略的表现依然出色，34场联赛射进12球，再次入选Placar的巴甲联赛最佳阵容。 2012年2月25日，蒙蒂略在州联赛比赛梅开二度，为克鲁塞罗射进30个进球，他也因此超越哥伦比亚球员维克托·阿里斯蒂萨瓦尔，成为俱乐部历史进球最多的外国球员。3月，他和克鲁塞罗续约到2015年。2013年1月3日，桑托斯通过俱乐部推特宣布蒙蒂略加盟球队，转会金额被认为达到1600万巴西雷亚尔。
2014年1月，蒙蒂略加盟中国足球超级联赛球队山东鲁能泰山。据透露，蒙蒂略的转会费为750万欧元，年薪为500万欧元。
2016年12月，宣布由中超重返巴甲，加盟保地花高。

## 国家队生涯
蒙蒂略曾代表阿根廷U20国家队参加在阿拉伯联合酋长国举行的2003年世青赛。2011年9月28日，他在阿根廷0比2不敌巴西国家队的友谊赛中出场，上演成年国家队首秀。

## 荣誉

### 俱乐部

#### 圣洛伦索
- 南美杯冠军：2002

#### 智利大学
- 智利足球甲级联赛：2009春季联赛

#### 克鲁塞罗
- 巴西米内罗州联赛：2011

#### 山东鲁能泰山
- 中国足协杯：2014
- 中国足球协会超级杯：2015

### 个人
- 巴西足球甲级联赛最佳阵容：2010
- 巴西足球甲级联赛银球奖：2010、2011